# Famille d'Anjou-Mézières
La famille d'Anjou-Mézières est une famille noble de seigneurs du XVe siècle et du XVIe siècle, qui est une branche illégitime de la maison de Valois-Anjou.

## Personnalités remarquables
- Louis d'Anjou-Mézières mort en 1489, appelé le bâtard du Maine, baron de Mézières, fils bâtard légitimé de Charles IV du Maine.
- René d'Anjou-Mézières (1483-1521), fils du précédent, baron de Mézières et seigneur de Saint-Fargeau.
- Nicolas d'Anjou-Mézières, né en 1518, fils du précédent, marquis de Mézières et comte de Saint-Fargeau.
- Renée d'Anjou-Mézières, née en 1597, fille du précédent, marquise de Mézières et comtesse de Saint-Fargeau, épouse de François de Bourbon duc de Montpensier. Elle a inspiré le personnage de La Princesse de Montpensier.

## Généalogie
- Charles IV du Maine
  - (illégitime) Louis d'Anjou-Mézières, appelé le bâtard du Maine, fils bâtard légitimé par son père Charles IV du Maine, mort en 1489, baron de Mézières épouse le 26 novembre 1474 Anne de La Trémoille, fille de Louis Ier de La Trémoille[1],[2],[3],[4],[5]
    - Anne, née à Mézières-en-Brenne le 9 mars 1478, morte jeune[1],[6] ;
    - Renée, née à Mézières-en-Brenne le 16 juin 1480 épouse le 25 janvier 1493 François de Pontville, vicomte de Rochechouart[1],[6],[7] ;
    - Louis, né à Mézières-en-Brenne le 23 octobre 1482, mort jeune[1],[3] ;
    - René d'Anjou-Mézières, né à Mézières-en-Brenne le 5 octobre 1483 et mort en Avignon en 1521, baron de Mézières et seigneur de Saint-Fargeau[1],[6],[7] épouse Antoinette de Chabannes, morte le 30 juin 1519, dame de Saint-Fargeau  et de la Puisaye, fille aînée et héritière de Jean de Chabannes, comte de Dammartin et seigneur de Saint-Fargeau et de Suzanne de Bourbon-Roussillon[8],[9].
      - Louis, abbé de Pontlevoy jusqu'en 1540, puis abbé de Nesle-la-Reposte[8],[6],[9] ;
      - Nicolas d'Anjou-Mézières, né le 29 septembre 1518, comte de Saint-Fargeau et marquis de Mézières, épouse le 29 septembre 1541 Gabrielle de Mareuil, morte en 1593, fille et héritière de Guy de Mareuil, seigneur de Mareuil et de Villebois et de Catherine de Clermont[8],[6],[9] ;
        - Henriette, née au château de Saint-Fargeau en 1543, morte jeune[10],[6] ;
        - Antoinette, née à Mézières-en-Brenne le 16 août 1544, morte jeune[10],[6] ;
        - Nicolas, né le 9 février 1545, mort avant 1568[10],[6] ;
        - Renée d'Anjou-Mézières, née à Mézières-en-Brenne le 21 octobre 1550, morte en 1597, marquise de Mézières et comtesse de Saint-Fargeau, dame de Mareuil, Villebois, etc, épouse en 1566 François de Bourbon, duc de Montpensier[10],[6] ;
        - Jeanne, née au château de Pranzac le 12 décembre 1553, mort jeune[11],[6].

      - Françoise, mort sans alliance[8],[6],[9] ;
      - Françoise d'Anjou-Mézières, comtesse de Dammartin et dame de Courtenay, épouse de 1- le 6 novembre 1516, Philippe de Boulainvilliers, mort en 1537 et 2- le 9 octobre 1538 Jean III de Rambures[8],[12],[9] ;
      - Renée, épouse de 1- Hector de Bourbon vicomte de Lavedan, mort à la bataille de Pavie, 2- Gabriel-Olivier Baraton, seigneur de La Roche[8],[12],[9] ;
      - Antoinette, morte avant 1539, épouse de Jean de Bourbon vicomte de Lavedan, mort en 1549, frère d'Hector ci-dessus[8],[12],[9].

## Armoiries
D’azur semé de fleur de lys d’or au lion d‘argent posé en chef et à dextre, à une barre d’argent brochant sur le tout, à la bordure de gueules.
Ou : D’azur à trois fleurs de lys d’or à la bordure de gueules, brisée au canton dextre d'un lion d‘argent à la barre d’argent.

## Mémoire
Louis d'Anjou-Mézières choisit l'église Sainte-Marie-Madeleine de Mézières-en-Brenne comme lieu de sépulture et y fait construire pour cela une chapelle,, au nord de l'édifice principal (qui date du XIVe siècle) et qui est achevée après sa mort.

En face de celle construite par son grand-père, Nicolas d'Anjou-Mézières fait ériger une chapelle supplémentaire, appelée la chapelle d'Anjou. Elle est commencée en 1543-1544 et consacrée en 1559,. Sur les vitraux des trois fenêtres de cette chapelle, il fait figurer ses ancêtres : son grand-père Louis d'Anjou-Mézières, son père René d'Anjou-Mézières et lui-même, à chaque fois avec femmes et enfants et leurs saints patrons,.

Chapelle d'Anjou (XVIe siècle) de l'église Sainte-Marie-Madeleine de Mézières-en-Brenne.
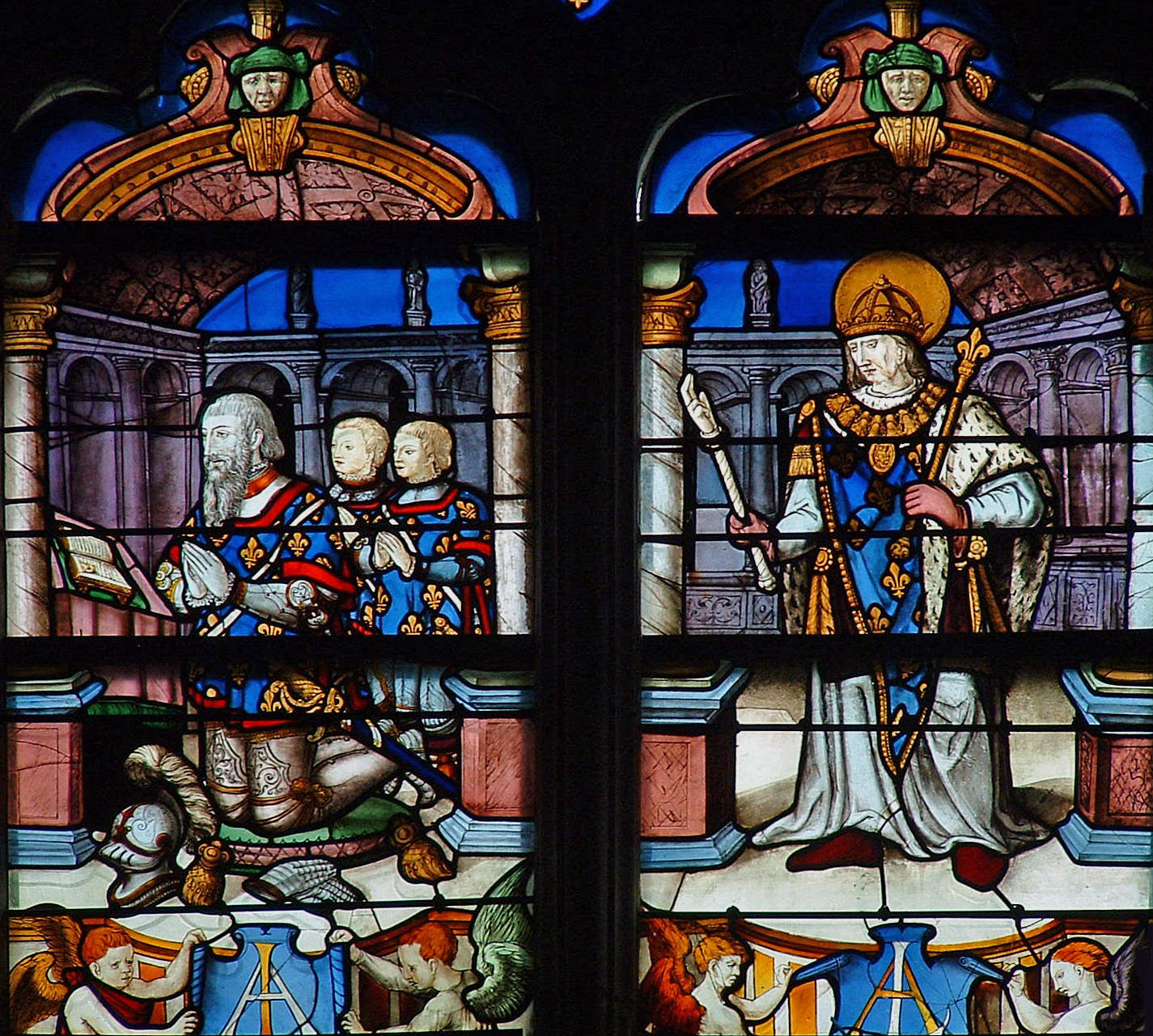
Détail du vitrail de la fenêtre Est figurant Louis d'Anjou-Mézières et ses deux fils présentés par Saint Louis[18],[19].
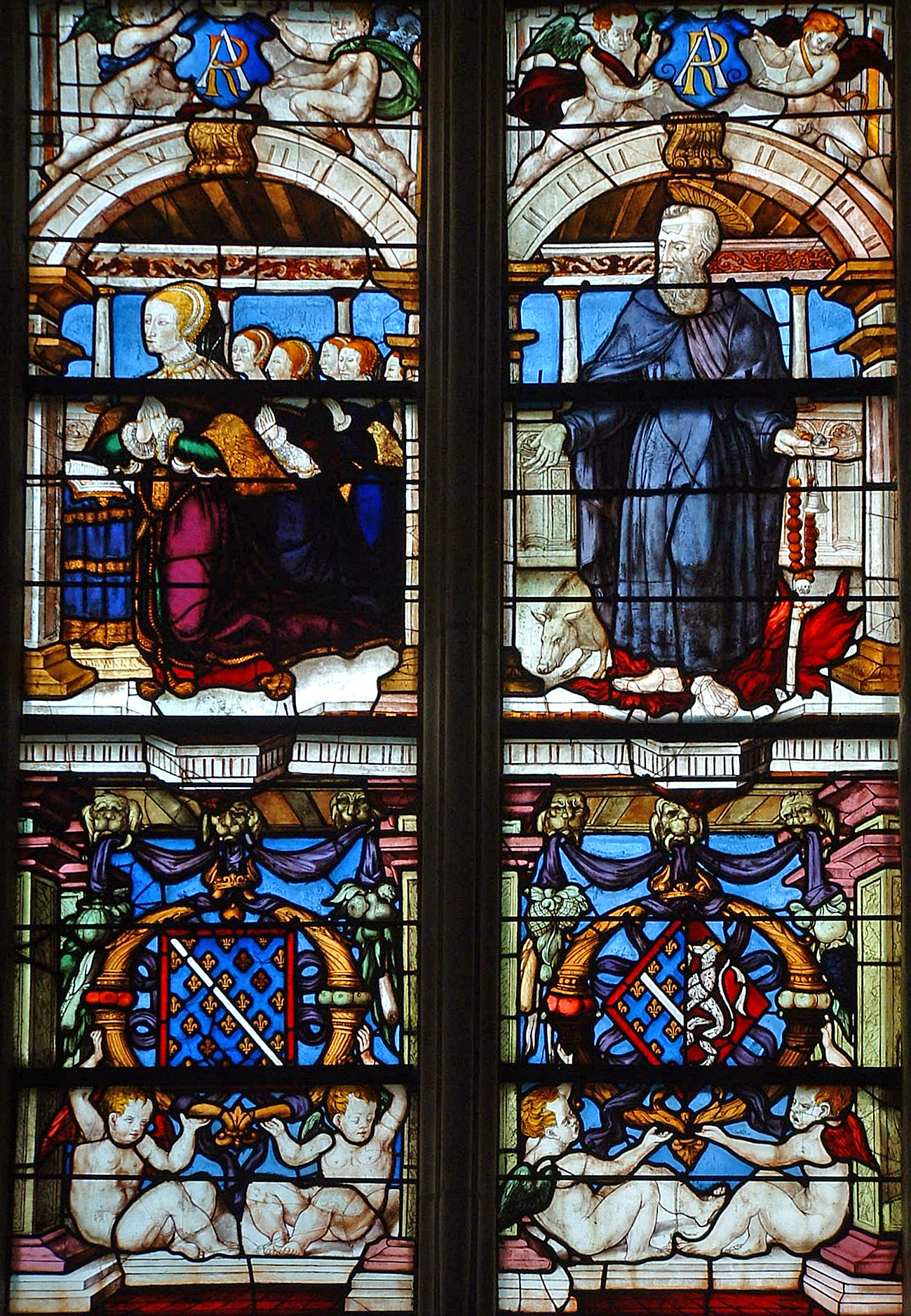
Détail du vitrail de la fenêtre Sud figurant Antoinette de Chabannes, femme de René d'Anjou-Mézières et ses quatre filles présentées par saint Antoine[20],[21].
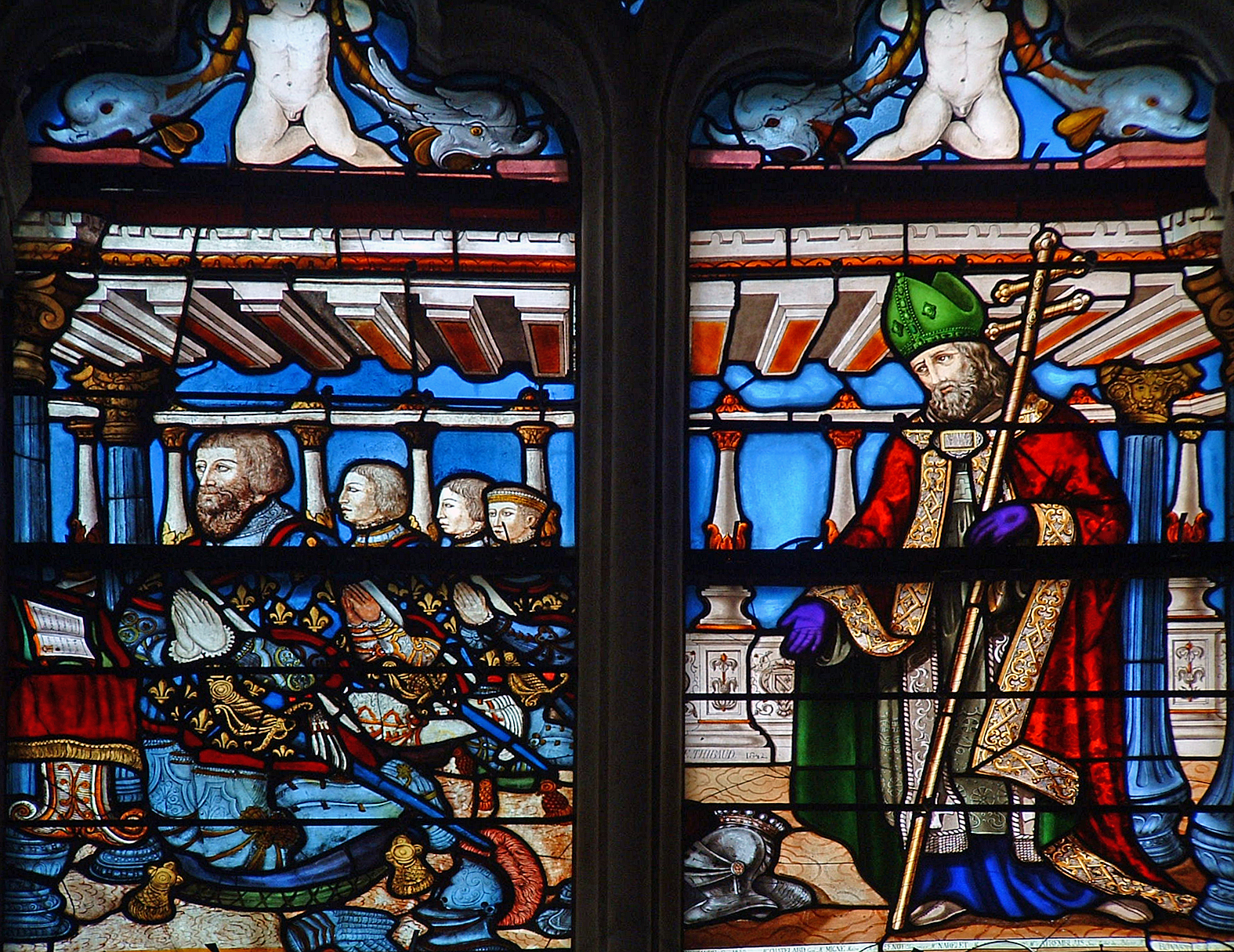
Détail du vitrail de la seconde fenêtre Sud figurant Nicolas d'Anjou-Mézières et ses enfants présentés par saint Nicolas[20],[21].
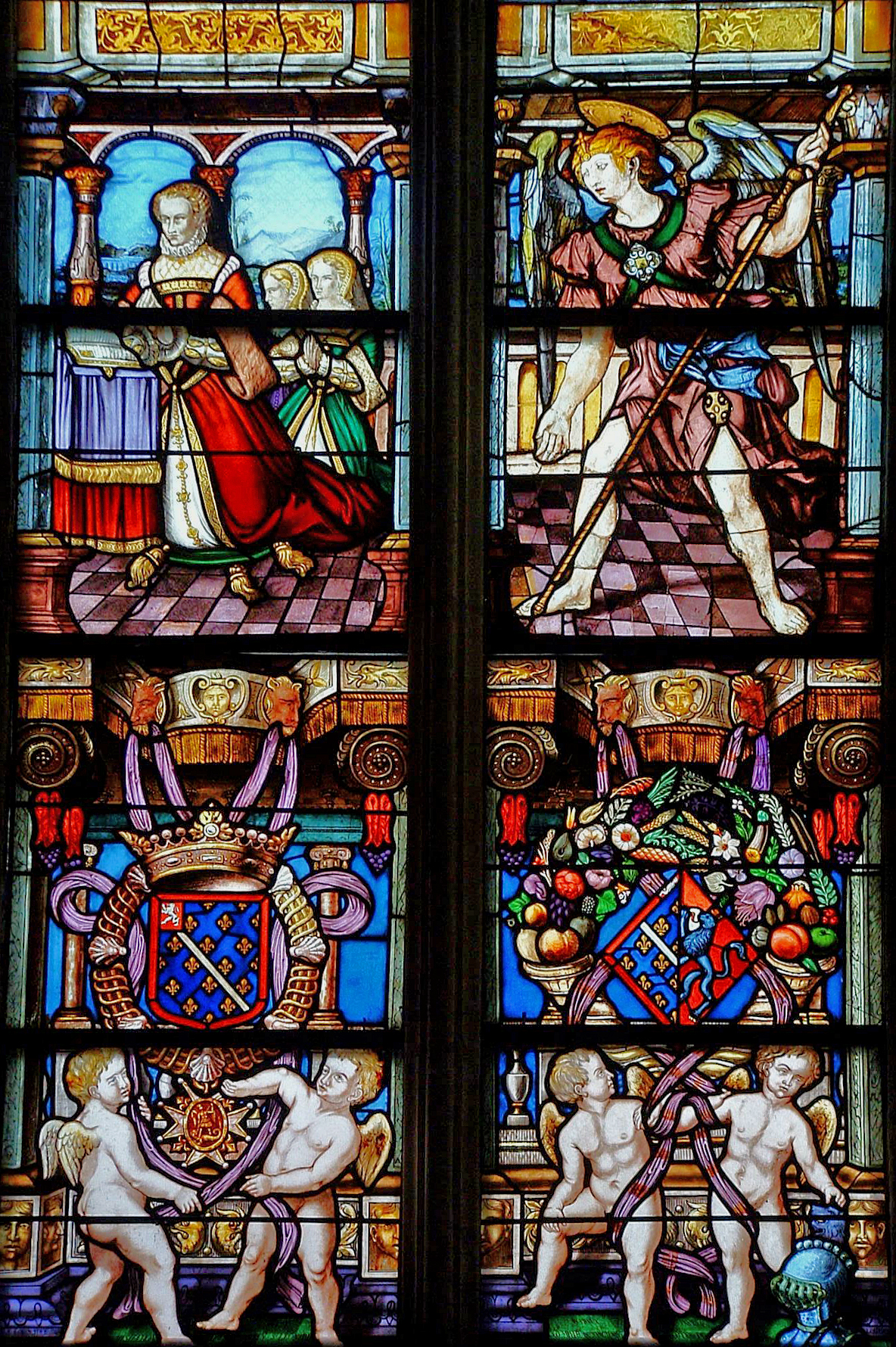
Détail du vitrail de la seconde fenêtre Sud figurant Gabrielle de Mareuil, femme de Nicolas d'Anjou-Mézières, et ses deux filles présentées par l'archange Gabriel[20],[21].